# Мацюла
Мацюла, Мацюта — потік в Україні у Калуському районі Івано-Франківської області. Лівий доплив річки Ілемки (басейн Дністра).

## Опис
Довжина потоку приблизно 5,68 км, найкоротша відстань між витоком і гирлом — 4,66 км, коефіцієнт звивистості річки — 1,22. Формується багатьма безіменними струмками.

## Розташування
Бере початок на західних схилах гори Клева (680,9 м). Тече переважно на північний схід через село Ілемню і впадає в річку Ілемку, ліву притоку річки Чечви.

## Цікаві факти
- Потік тече неподалік віл Ілемнянського водоспаду[4].